# Glucosinolaat

Glucosinolaat structuur; de R-groep is bij de verschillende soorten verschillend.

Mosterdolie sinalbine

Glucosinolaten (voorheen ook mosterdglycosiden genoemd) vormen een groep van in water oplosbare organische verbindingen die bestaan uit zwavel, stikstof en een groep gevormd uit glucose. Ze zijn een secundaire metaboliet bij verschillende soorten planten en komen vooral voor in de kruisbloemenfamilie. De planten gebruiken deze secundaire metabolieten als een natuurlijk pesticide en als verdediging tegen planteneters. Deze secundaire metabolieten zijn ook de oorzaak van de bittere of scherpe smaak van mosterd, mierikswortel, radijs en kool.
In sommige gevallen zijn de secundaire metabolieten die uit glucosinolaten worden  gemaakt, voor de plant zelf schadelijk. Zo is bijvoorbeeld het isothiocyanaat allylisothiocyanaat in mosterdolie schadelijk voor de plant. Daarom maakt de plant glucosinolaat en het enzym myrosinase apart aan en houdt in de cel deze twee stoffen gescheiden van elkaar. Als de plant beschadigd wordt of bij stress komen de twee stoffen vrij en ontstaan bij aanwezigheid van water de isothiocyanaten, doordat het enzym myrosinase de glucosegroep van het glucosinolaat afknipt. Uit andere glucosinolaten kan op dezelfde wijze thiocyanaat, een ander isothiocyanaat of een nitril gevormd worden.
Er zijn ongeveer 120 verschillende, natuurlijke glucosinolaten bekend. Ze worden gevormd uit de aminozuren methionine, fenylalanine, tyrosine of tryptofaan.
Glucosinolaten zouden ook preventief werken tegen kanker. Momenteel wordt vooral sulforafaan in broccoli onderzocht op de werking tegen kanker.
Bij koolzaad zijn er voor menselijke consumptie rassen gekweekt, waarvan de zaden verwaarloosbare hoeveelheden glucosinolaat  bevatten.
Ook in spruitjes zitten glucosinolaten.